# 蓬德韦勒站
蓬德韦勒站，是法国的一个铁路车站，位于法国东部市镇克罗泰境内，靠近蓬德韦勒。

## 位置
蓬德韦勒站位于蓬德韦勒市区的北部，克罗泰市镇范围内，马孔－昂贝略铁路7.780公里处。车站大致呈西北-东南走向，开口朝西南，面向蓬德韦勒市区。

## 设施
蓬德韦勒站设有人工售票窗口，其开放时间如下：
- 周一至周五：6:30~12:00和12:30~20:00
- 周六：6:30~13:15和13:45~20:00
- 周日及节假日：7:30~14:30和15:00~20:00

蓬德韦勒站没有自动售票机。在人工窗口关闭的情况下，在该站上车的乘客需上车后主动购票或使用通勤卡。
此外，蓬德韦勒站内没有设置人工天桥或地下通道，前往B站台的乘客需横穿铁路正线，因此该站存在一定的安全隐患。

## 站台设置
| 东北↑ |             |               |  |
|       | 侧式        |               |  |
| B道   |             | 布雷斯堡方向→ |  |
| A道   |             | ←马孔方向     |  |
|       | 侧式 主站房 |               |  |
| 西南↓ |             |               |  |

## 停靠线路
以下列车线路在蓬德韦勒站停靠：
| 蓬德韦勒站列车线路表 |      |        |        |              |
| 线路                 | 车种 | 上一站 | 下一站 | 大致运行频率 |
| 马孔—布雷斯堡/昂贝略 | TER  | 马孔   | 沃纳   | 每天6趟左右  |
| 1.                   |      |        |        |              |

## 配套交通

### 长途客车
| 停靠蓬德韦勒站的大巴车 |              | |
| 上下车地点             | 运营单位     | 主要线路及目的地                                                                                        |
| 蓬德韦勒站正门西侧     | 安省城际客运 | - 114线：马孔、蓬德韦勒、克罗泰、加尔纳朗、索恩河畔美丽城                                               |
| 蓬德韦勒站正门西侧     | SNCF Car TER | - 马孔-洛谢TGV站、马孔、布雷斯堡 - 当某条铁路线施工或罢工时，SNCF可能也会提供途径该线路沿途站点的大巴车 |
| 1. 2.                  |              | |

### 市内交通
蓬德韦勒站附近暂无固定的城市公共交通线路。

### 社会车辆
蓬德韦勒站门口设有社会车辆停车场。

## 临近车站
| 蓬德韦勒站（Gare de Pont-de-Veyle） |                  |                |
| 上行车站                            | 线路             | 下行车站       |
| 马孔城站 7.8km ←                    | 马孔－昂贝略铁路 | 沃纳站 → 9.2km |
| - 本表仅显示运营中的线路及车站      |                  |                |